# Macario Sakay
Macario Sakay y de León (Manila, 1870 - 13 de septiembre de 1907) fue un general filipino miembro del Katipunan que durante la ocupación estadounidense de Filipinas defendió el derecho a la libre determinación. Presidente de la República Tagala y combatiente en la guerra filipino-estadounidense, fue capturado y asesinado por las fuerzas estadounidenses.

## Biografía

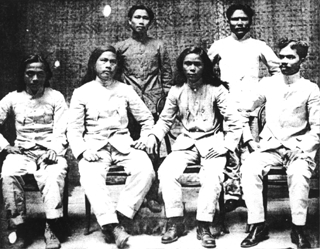
El presidente Macario Sakay y sus oficiales.

Macario Sácay nació en la calle Tabora, en el distrito de Tondo de la ciudad de Manila (capital de Filipinas). Trabajó como aprendiz en un taller, como sastre y también como actor.
En 1894 se incorporó al movimiento Katipunan, luchando junto a Andrés Bonifacio en la Revolución filipina contra los españoles. En 1899, continuó la lucha por la independencia de Filipinas, pero esta vez contra los Estados Unidos.
Al principio de la guerra filipino-estadounidense, fue encarcelado por «actividades sediciosas», y posteriormente puesto en libertad como parte de una amnistía.

## Resistencia

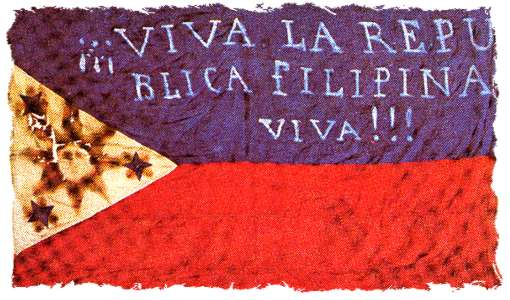
Bandera usada por los patriotas revolucionarios filipinos. Desde la invasión estadounidense, en Filipinas el idioma oficial fue el inglés.

La República estuvo oficialmente activa hasta la captura y arresto del presidente Emilio Aguinaldo por las tropas estadounidenses el 23 de marzo de 1901 en Palanán (provincia de Isabela).
Sakay, un veterano miembro del Katipunan, estableció la República Tagala en las montañas de Dimasalang (hoy, la provincia de Rizal). Francisco Carreón ocupó la presidencia de la república con el título de «vicepresidente».
El gobierno de la segunda época (1902-1906) estaba compuesto por líderes independentistas en contra la ocupación estadounidense. Eran:
| Posición              | Nombre             |
| --------------------- | ------------------ |
| Presidente            | Macario Sakay      |
| Vicepresidente        | Francisco Carreón  |
| Ministro de Guerra    | Domingo Moriones   |
| Ministro del Gobierno | Alejandro Santiago |
| Ministro de Estado    | Nicolás Rivera     |

En abril de 1904, Sakay publicó un manifiesto declarando el derecho filipino a la libre determinación, en un momento en el que el apoyo a la independencia era considerado un crimen por las fuerzas de ocupación estadounidenses.

## Caída
Tras este golpe, la Primera República quedó descabezada. Entonces Sakay asumió la presidencia, continuando la resistencia hasta 1906.
El «gobernador» estadounidense engañó a Macario Sakay y sus guerriilleros, afirmando que les darían una amnistía si se entregaban. El 14 de julio de 1906, Sakay y sus hombres se entregaron, sin embargo fueron juzgados como bandidos y sediciosos. El presidente dijo ante sus captores:

La muerte nos llegará a todos tarde o temprano, así que me presentaré con calma ante el Señor Todopoderoso. Pero quiero decirles que no somos bandidos ni ladrones, como nos han acusado los americanos, sino miembros de la fuerza revolucionaria que defendió a nuestra madre patria, las Filipinas. ¡Viva la democracia y ojalá nuestra independencia renazca en el futuro! ¡Viva Filipinas!
Macario Sácay

Sakay fue ahorcado junto con sus líderes el 13 de septiembre de 1907, a los 36 años de edad.